# 八橋田五郎
八橋田五郎（やばせたごろう）は秋田県秋田市にある町。八橋田五郎一丁目と八橋田五郎二丁目の2町が存在する。郵便番号は010-0972。住居表示実施済み地区。

## 地理
秋田市の中央部、八橋地域の中では北部に位置する。草生津川の左岸に沿った長方形に近い町域を持ち、ほぼ全域が住宅地である。北は八橋イサノ一丁目・八橋大沼町、東は八橋三和町、南は八橋本町四丁目・五丁目、西は八橋大道東に接する。

### 河川
- 草生津川

## 歴史

### 沿革
- 1982年（昭和57年）5月1日 - 住居表示実施に伴い、八橋田五郎一丁目・八橋田五郎二丁目が成立する。
- 2010年（平成22年）8月19日 - 第10回市民に親しまれる道路愛称にて秋田市道臨海新川向線の愛称が「八橋大通り」となる。[3][4]

### 町名の変遷
以下はすべて住居表示実施に伴う変更。
| 実施後           | 実施年月日     | 実施前（各字名ともその一部）     |
| ---------------- | -------------- | -------------------------------- |
| 八橋田五郎一丁目 | 昭和57年5月1日 | 泉字鯲沼 いずみ あざどじょうぬま |
| 八橋田五郎一丁目 | 昭和57年5月1日 | 八橋字田五郎 やばせ あざたごろう |
| 八橋田五郎二丁目 | 昭和57年5月1日 | 八橋字イサノ やばせ あざいさの   |
| 八橋田五郎二丁目 | 昭和57年5月1日 | 八橋字田五郎 やばせ あざたごろう |

## 世帯数と人口
2020年(令和2年)10月1日現在の世帯数と人口は以下の通りである。
| 丁目             | 世帯数  | 人口  |
| ---------------- | ------- | ----- |
| 八橋田五郎一丁目 | 279世帯 | 560人 |
| 八橋田五郎二丁目 | 163世帯 | 327人 |
| 計               | 442世帯 | 887人 |

## 交通

### 鉄道
地区内に鉄道は通っていない。最寄り駅は泉菅野二丁目にあるJR東日本奥羽本線泉外旭川駅。

### バス
- 秋田中央交通
  - 系統230｜泉八橋環状線（泉回り） - 平日のみ
  - 系統231｜泉八橋環状線（八橋回り） - 平日のみ
    - 八橋田五郎

### 道路
- 秋田市道外旭川新川線
- 秋田市道臨海新川向線（八橋大通り）

## 施設

### 八橋田五郎一丁目
- ナイス八橋店
- うさちゃんクリーニング八橋店
- コインランドリーしゃぼん八橋店
- おみ歯科クリニック

### 八橋田五郎二丁目
- ほっともっと八橋店
- ローソン秋田八橋田五郎二丁目店
- 小林胃腸科内科医院
- えのきこどもクリニック